# Фаулер, Джорджия
Джорджия Фаулер (англ. Georgia Fowler; род. 17 июня 1992, Окленд) — новозеландская модель, участница Victoria’s Secret Fashion Show в 2016, 2017 и 2018 годах. Ведущая первого сезона реалити-шоу Project Runway New Zealand.

## Биография
Родилась в Окленде в семье гольфиста Питера Фаулера и Ким Фаулер. Вместе с сестрой Кейт, посещала частную школу Diocesan School for Girls, Auckland. В 12 лет начала карьеру модели и через четыре года подписала контракт с IMG Models и переехала в Нью-Йорк.
С 2016 по 2018 года, участвовала в показе мод Victoria’s Secret.
В 2017—2018 годах, появлялась на обложках журналов Marie Claire, Vogue, The File, W и Harper’s Bazaar.
В конце 2018 года Фаулер была ведущей новозеландской версии телевизионного шоу Project Runway.

## Личная жизнь
С 2018 года встречалась с ресторатором и CEO fishbowl Натаном Далом. В апреле 2021 года Фаулер сообщила что ждёт первого ребёнка. Дилан Аман Дала родилась 17 сентября 2021 года. В январе 2023 года вышла замуж за Натана Далу в Hopewood House, NSW в окружении родных, близких и своей собаки Чили. Джорджия примерила 3 платья во время праздника, на главной церемонии на ней было платье Vivienne Westwood.